# Skandalo al sole
Skandalo al sole è una compilation, pubblicata nel 1993.

## Tracce
1. Strike – Croci e cuori – 3:10
2. Loschi Dezi – Cabala – 3:58
3. Persiana Jones e le Tapparelle Maledette – Vita in città – 3:37
4. Strange Fruit – Crazy World – 4:17
5. Downtowners – Loop Paper – 3:58
6. Marvel Joe & The Originals – Montego Bay – 2:18
7. Radiation Skank – Mendoza Ska – 3:43
8. Casino Royale – Mr. Space and Mr. Spock – 4:47
9. Paolino Paperino Band – Purtroppo – 2:30
10. Rude Agents – Wasting Time – 3:52
11. Magritango – Grazia la Mama Grande – 4:23
12. Arpioni – Mind The Gap – 4:55
13. Mobsters – Stir It Up – 5:06